# 仲村智美
 とも （1990年11月10日 - ）は日本の女性お笑い芸人、タレント。本名 仲村 智美（なかむら ともみ）。グレープカンパニー所属。大阪府大阪市西成区出身。

## 経歴
- NSC大阪の女性タレントコース6期生を経て、小嶋佐紀と虹色ポッケというコンビで活動し[2]、2014年12月に解散[3][4]。その後、2016年より元天然ピエロのはっしー（羽柴麻以）とお笑いコンビ『ソノヘンノ女』として活動し[5]、2020年1月31日に解散した。

## 人物
- 特技は、鉄棒、歌、ダンス、モノマネ[6]。
- 趣味は、歩くこと、研究、お笑いを見ること（休日は、録画したDVDなどを見て過ごすという）[6]。
- 好きな男性タレントに今田耕司を挙げている[6]。

## 来歴
- 小学5年生から中学3年生まで劇団に所属[7]。
- 高校1年生のときに大阪府立西成高等学校を退学し、上京した[6]。
- 2009年頃より、活動の拠点を大阪に戻した。[要出典]

## 出演

### バラエティ
- @あっと!テレわか（2013年4月 - 2014年3月、毎週金曜日レギュラー）
- TOKIOカケル（2017年11月22日）
- ぶるぺん（2018年8月、GYAO!）ソノヘンノ女として
- 雨上がり決死隊のトーク番組アメトーーク!「高校中退芸人」（2019年2月14日）

### ライブ・イベント
- ダイナマイト関西 （2010年10月8日、アシスタントとして）
- LIVE STAND 2010 OSAKA 前夜祭 （2010年10月15日、同）

### オリジナルビデオ
- デーモンバスターズ （タキコーポレーション）